# 小腮镇
小腮镇，是中华人民共和国贵州省遵义市余庆县一个已撤销的乡级行政区，2015年7月14日，贵州省人民政府批复同意余庆县部分乡镇行政区划调整，撤销小腮镇，将其所辖行政区域划归白泥镇。